# Лига Леумит (баскетбол)
Ли́га Леуми́т (Национальная лига) (англ. Liga Leumit, ивр. הליגה הלאומית‎) — второй дивизион баскетбольного чемпионата Израиля.
В лигу входят 14 команд, играющих между собой два круга по системе «дома и на выезде». После 26 игр восемь команд, занявших первые места в регулярном сезоне, проходят в плей-офф. Две лучших команды по итогам плей-офф переходят в высший дивизион — баскетбольную Суперлигу.
Шесть команд, занявших последние места в таблице, также проводят игры по системе плей-офф, по итогам которых две худших команды переходят в Общеизраильскую лигу (ивр. הליגה הארצית‎, Лига Арцит).

## Команды в 2010/11
- Хапоэль (Нагария)
- Маккаби (Рамат-Ган)
- Хапоэль (Афула)
- Элицур (Явне)
- Элицур (Рамла))
- Маккаби (Беер-Яаков)
- Хапоэль (Тель-Авив)
- Ха-Бикаа
- Маккаби (Од-ха-Шарон)
- Хапоэль (Лев ха-Шарон)
- Хапоэль (Бэери)
- Хапоэль (Кфар-Саба)
- Хапоэль (Йокнеам/Мегидо)
- Хапоэль (Кирьят-Тивон)